# الاتحاد الديمقراطي الاجتماعي
الاتحاد الديمقراطي الاجتماعي هو تحالف سياسي وانتخابي تونسي تأسس في 20 يونيو 2019 ويجمع عدة أحزاب سياسية وشخصيات سياسية ومستقلة.

## الأهداف
يهدف الاتحاد الديمقراطي الاجتماعي إلى تقديم حلول واقعية للأزمة الاقتصادية والاجتماعية بناء على عرض اجتماعي جديد في افق الخماسية القادمة مع كافة المنظمات الاجتماعية التي ستحاول ان تبني معه هذه القوة الفارقة بهدف محاربة الفقر والبطالة والحد من الهوة الاجتماعية والجهوية وتآكل الطبقة الوسطى ومحاربة الفساد والاقتصاد الموازي وتبييض الاموال والتصدي لظاهر الجريمة والعنف.

## الأعضاء
يضم التحالف الأحزاب التالية:
- ائتلاف قادرون
- حركة تونس إلى الأمام
- المسار الديمقراطي الاجتماعي
- الحزب الجمهوري
- حركة الديمقراطيين الاجتماعيين